# تيم سوندرز
تيم سوندرز (بالإنجليزية: Tim Saunders)‏ هو صحفي رياضي أمريكي، ولد في 1965.